# Jan De Winter (Belgisch kunstenaar)
Jan De Winter (Mechelen, 16 juli 1936 - Tremelo, 13 augustus 2020) was een Belgische kunstschilder, tekenaar, graficus, cartoonist en ontwerper van toneelkostuums en -decors. Hijzelf gaf de voorkeur aan de term "beeldend kunstenaar". Als cartoonist gebruikte hij de naam 'Duncan'.
Hij wordt beschouwd als een van de belangrijkste Mechelse kunstenaars van zijn generatie.

## Biografie
Jan De Winter werd in Mechelen geboren als zoon van Paul De Winter, een beroepsmilitair met artistieke aanleg en Leonarda Put, een uitbaatster van een textielwinkeltje in de vroegere Hanswijkenhoek, de huidige wijk Tervuursesteenweg.
De Winter had reeds als kind al aanleg voor tekenen en werd hierin aangemoedigd op de lagere school. Zijn vader overleed onverwacht in 1951. Na de lagere school ging De Winter werken als houtsnijder in het meubelatelier Van den Brande, de vader van de latere beeldhouwer en vriend Frans Van den Brande.  De Winter kreeg een aangepast uurrooster zodat hij naast zondagslessen ook enkele halve dagen in de week les kon volgen aan de Academie van Mechelen. Hij leerde er modeltekenen.
In de academie kwam hij in contact met de anarchistische ideeën die zijn verdere leven zouden bepalen. Hij maakte deel uit van een vriendengroep die gekleed ging in de typische stoere Rock & Roll kledij, was bezoeker van de beruchte Rock & Roll cafés uit die periode en had  een fascinatie voor de  jukebox.
Van 1955 tot 1957 vervulde hij zijn legerdienst, met de nodige problemen wegens aversie voor gezag. In 1958 trouwde hij met zijn jeugdliefde Clémentine Janssens. De volgende 12 jaar was hij beroepsmatig als thuiswerkende houtsnijder van meubels voor het meubelbedrijf Peremans.
In de jaren '60 kon De Winter voor het eerst exposeren bij Meubelen Nova van Fons Michiels, een mecenas met oog voor talent. Hierdoor kreeg De Winter enige bekendheid als kunstenaar. Vanaf 1966 ging hij lessen volgen aan de Koninklijke Academie voor Beeldende Kunsten in Mechelen en vanaf 1971 aan de Koninklijke Academie voor Schone Kunsten in Antwerpen.
Na deze studies werd hij professioneel kunstenaar en leraar waarnemingstekenen, kleur en vormgeving aan de academie van Sint-Jans-Molenbeek.
In 1967 stichtte hij samen met Frans Croes het cultuurcafé "den Herten Aas', stamcafé van de Mechelse hippiebeweging en kunstenaars als Herman De Coninck, Piet Piryns, Mireille Cottenjé, Chris Joris, Bodo Vande Voorde en andere. Ze richtten "De Nieuwe Partij" op die zich inzette voor klimaat, sociale gelijkstelling, inspraak in het beleid en kansen voor jonge kunstenaars, maar ze werden niet verkozen. Ze stichtten een folkgroep, "De Seven Schrtoumpfs zonder s", die later leidde tot de "Fanfare van den Herten Aas".
De Winter was een overtuigd provo. Hij was rechtuit, maatschappijkritisch en compromisloos. Deze contesterende houding kwam in zijn werk tot uiting met spot en verzet tegen kleinburgerlijkheid en gezag. Zijn werken waren kleurrijk, lyrisch en verhalend en soms zeer humoristisch. De navelstreng als symboliek van de geboorte komt dikwijls naar voor in zijn werk evenals slingerende kettingen van mensen, vaak mollige personages, en seks en erotiek. Zijn schilderijen hebben soms een cartooneske stijl.

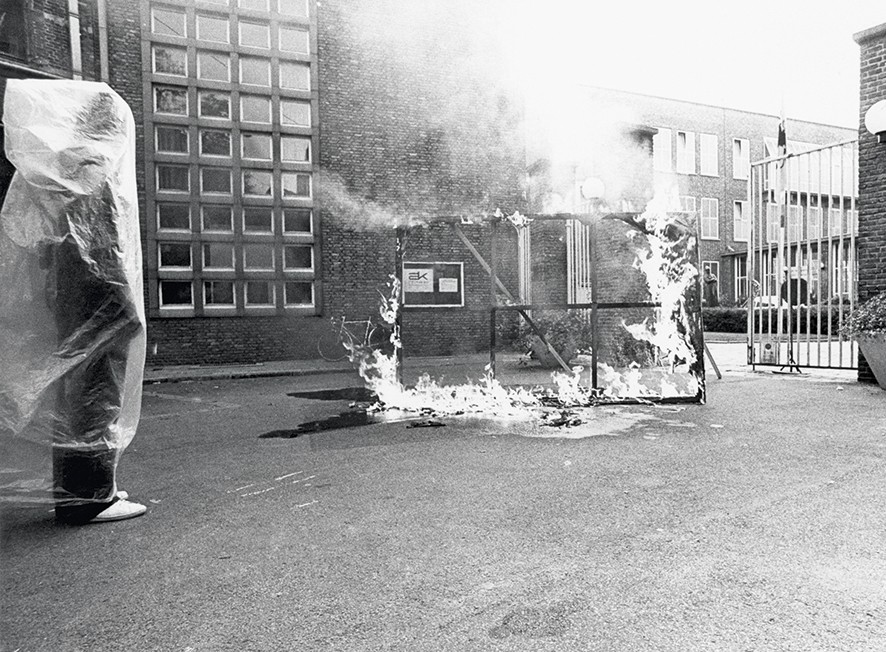
Doekverbranding CC Mechelen, 1982.

Hij was in Mechelen gekend als boegbeeld van de protesten tegen het verouderde cultuurbeleid van de stad en daarnaast voor zijn strijd voor een sociaal statuut voor kunstenaars. Hij liet zich opmerken door een schilderij te verbranden voor het Cultureel Centrum van Mechelen en door later een schilderij in de zee te gooien.
Hoewel hij door zijn beroep als houtsnijder eigenlijk voorbestemd was om beeldhouwer te worden maakte hij slechts één beeldhouwwerk. Hij werd kunstschilder en daarnaast cartoonist in tijdschriften en ontwerper van toneelkostuums en -decors.
De Winter evolueerde in de tweede helft van de jaren '70 geleidelijk naar een algemeen gerespecteerd kunstenaar. Zijn voorheen sterk maatschappijkritische werken evolueerden naar ludiek en vrolijk werk, weliswaar nog steeds met een inherente boodschap.
In 1986 kon hij in Mons samen tentoonstellen met de Engelse beeldhouwer Malcolm Poynter. Onder de invloed van Poynter ging De Winter grotere schilderijen maken en details weglaten om meer naar de essentie te streven. Naast ironie bevatten ze ook elementen van verscheurdheid. Op het einde kregen zijn werken terug een kleiner formaat met maar een of twee personages.
Hij nam deel aan verschillende groepstentoonstellingen en solotentoonstellingen, zowel met zijn cartoons als schilderijen, waaronder zijn retrospectieve ‘Homo Sapiens op weg’ in 1999 en de tentoonstelling "68 x 68" in het Cultureel Centrum van Mechelen waar hij 30 jaar eerder een schilderij verbrandde. Als graficus nam hij deel aan "Het goudland van de Lithografie II" in Sint-Niklaas.
In  2010 maakte hij samen met Marc Van Camp het kunstboek en monografie  "Man onderweg".
De Winter werd een succesvol kunstenaar, maar begin van de jaren 2000 verdween hij uit de belangstelling wegens de zorg voor zijn zwaar zieke echtgenote en zijn geleidelijk verlies aan mobiliteit door een slepende ziekte. In 2017 kreeg hij als eerbetoon een overzichtstentoonstelling in de Galerie M in Mechelen. De Winter overleed op 13 augustus 2020 in een woonzorgcentrum in Tremelo. 
Zijn overlijden gaf aanleiding tot de oprichting van de vzw Het Paradijs, een organisatie die Mechelse kunstenaars in de belangstelling wil houden.  Ook De Winter zelf werd herdacht met tentoonstellingen in 2022 en een hommage in 2023.

## Prijzen en onderscheidingen
De Winter was laureaat van "De jonge Vlaamse schilderprijs" in 1968. In 1977 was hij provinciaal laureaat van de schilderkunst. Hij was winnaar van de Europa-Prijs voor Schilderkunst van de stad Oostende in 1980. 
Met zijn cartoons won hij prijzen op de Kartoenales te Kortrijk (1983), te Kruishoutem (1985), te Heusden-Zolder (1986), te Tongeren (1986) en te Beringen (1987), een eervolle vermelding op de Wijncartoenale van 1984 en een bronzen medaille op de Kartoenwedstrijd van de VTB in 1978.
- 1968 Laureaat ‘De Jonge Vlaamse Schilder’
- 1970 ‘Prijs Bernaerts’
- 1972 ‘Prijs Engelen’, Nationaal Hoger Instituut voor Schone Kunsten, Antwerpen’
- 1972 Laureaat ‘Koopalprijs voor Schilderkunst, Ministerie van Nederlandse Cultuur
- 1973 Provinciale Premie voor Plastische Kunst en Schilderkunst, Antwerpen
- 1977 Provinciale Premie voor Plastische Kunst en Schilderkunst, Antwerpen
- 1978 Tweejaarlijkse Prijs van de Vlaamse Humor – Zilveren Medaille
- 1980 ‘Europa-Prijs voor Schilderkunst’, Oostende – Zilveren Medaille
- 1981 ‘The Free Event Price’, The Yomiuri International Cartoon Contest, Tokyo, Japan
- 1981 Tweejaarlijkse Prijs van de Vlaamse Humor – Zilveren Medaille
- 1983 ‘Vredescartoonale’, Kortrijk, algemeen laureaat en een eervolle vermelding
- 1985 Beste Belgische inzending ‘Eurokartoenale’, Kruishoutem
- 1986 Keverprijs van de Vlaamse Cartoonistenvereniging, Heusden- Zolder
- 1986 Tweede prijs Tongeren 2000, Internationale Kartoenale, Tongeren
- 1987 Prijs ‘De Brave Engel’, 10de Internationale Cartoonale, Beringen
- 1987 Twee eervolle vermeldingen ’10 jaar kartoenale’, Bornem
- 1987 Diploma ‘l x Mostra Internazionale Del Umorostico Sportivo’, Ancona, Italië

## Musea en openbare ruimte (selectie)
- Museum voor Moderne Kunst, Oostende
- Koninklijk Museum voor Schone Kunsten, Antwerpen
- Ministerie van de Vlaamse Gemeenschap, Brussel
- The Isetan Art Museum, Shinjuku, Tokyo, Japan
- Museum of Caricature, Warschau, Polen
- Koninklijke Bibliotheek, Brussel
- De collectie van het Mechelse museum Hof van Busleyden bezit vier schilderijen van De Winter.[26]
- Sociaal Huis in Mechelen.[1]
- Ziekenhuis Gasthuisberg, Leuven.

## Werken

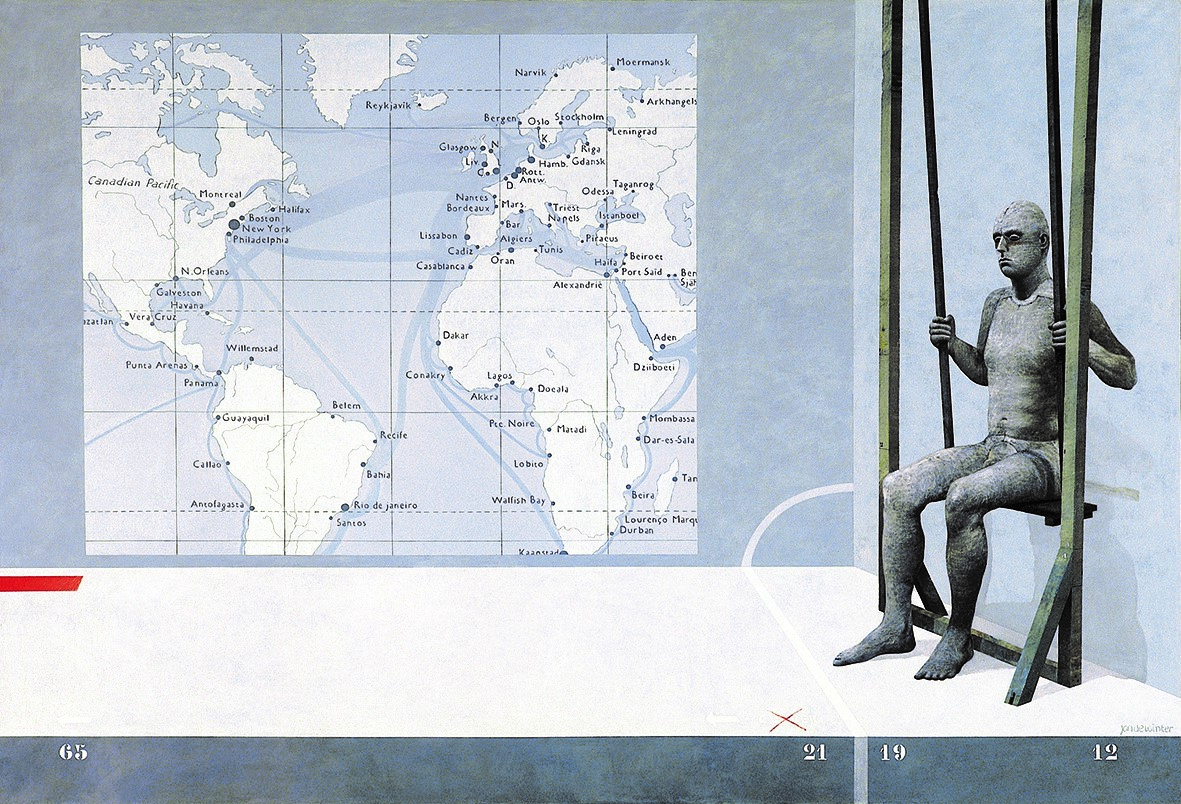
Het grijze bestaan, 1981.
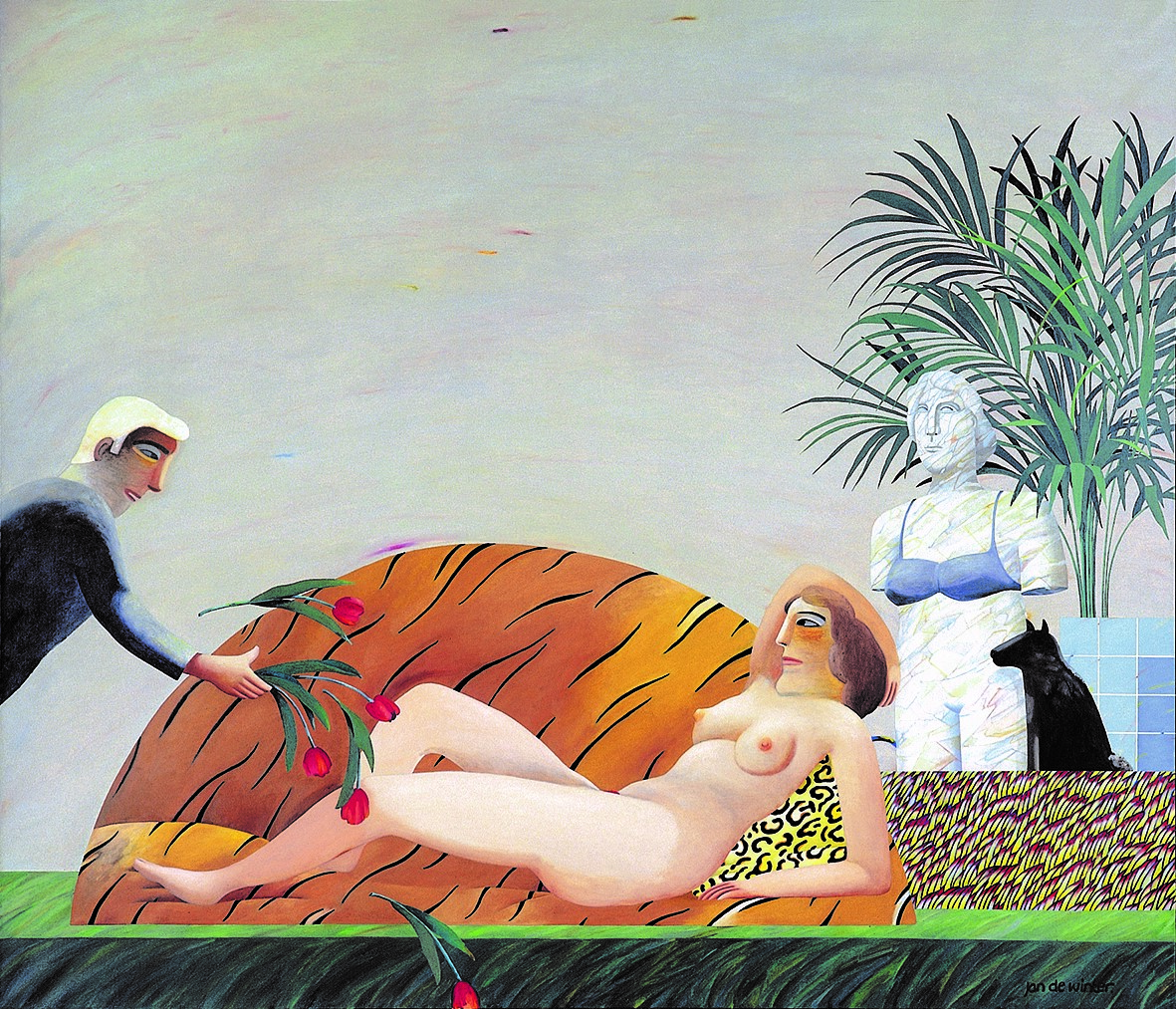
Germaine Greer laat zich verwennen, 1984.
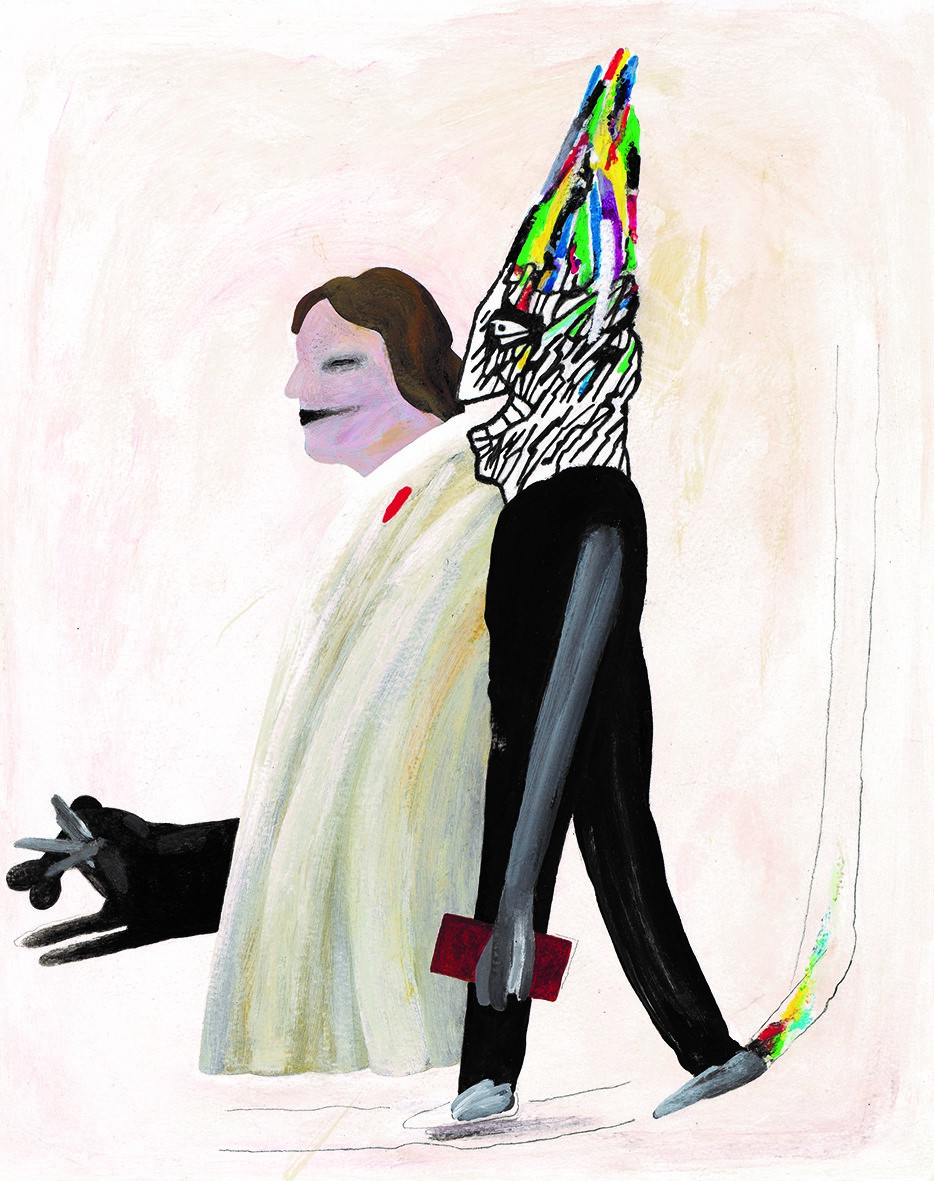
Intellectueel gaat mee winkelen, 2006.

- RKD-Nederlands Instituut voor Kunstgeschiedenis: 21177